# Landjord
Ordet landjord betegner det faste land, ofte sat i modsætning til vandet eller luften. Udtrykket har juridisk betydning i sammenhæng med afgrænsningen af, hvad der rettelig er fastland. da vandstanden svinger med ebbe og flod, og da selv disse bevægelser har forskellige udsving, har man fastsat en linje, den såkaldte "Dansk Normal Nul", som afgrænser vand fra land.
| Geografi/geologi | Spire Denne artikel om geografi er en spire som bør udbygges. Du er velkommen til at hjælpe Wikipedia ved at udvide den. |